# Bækkelagets SK
Bækkelagets Sportsklub ist ein norwegischer Sportverein aus Oslo.
Der Mutterverein wurde am 24. Oktober 1909 gegründet. Damals beschlossen Lito Kristian Håvaldsen, Leif Hurup sowie Albert und Olaf Christiansen auf der Konfirmation des erstgenannten, einen Sportverein für Fußball und Skisport zu gründen.
Später kamen weitere Abteilungen dazu; inzwischen bietet der Verein Ski, Orientierungslauf, Handball, Fußball, Unihockey, Leichtathletik und Biathlon an.
Flaggschiff des Vereins ist die Handball-Abteilung, deren Damen-Abteilung mehrere Jahre in der norwegischen Eliteserien spielte.

## Handballabteilung

### Geschichte
Relativ bald nach der Gründung 1909 rief der Bækkelagets SK eine Damen-Handballabteilung ins Leben. 1938 bestritt diese gegen Nordstrand IF das Finale um die erste norwegische Feldhandball-Meisterschaft überhaupt, unterlag zunächst aber; erst zwei Jahre später feierte der Verein seinen ersten Titel.
Danach wurde es zunehmend ruhig um den Hauptstadtclub; erst in den 1990er Jahren kehrte der Erfolg zurück: 1994 gewann das Team seine erste Hallenhandball-Meisterschaft. Mit Spielerinnen wie Anja Andersen und Cecilie Leganger oder Trainer Frode Kyvåg holte die Vereinsführung Topstars des internationalen Handballs nach Norwegen und baute eine schlagkräftige Truppe auf: 1998 und 1999 gewann das Team den Europapokal der Pokalsieger, 1994 stand man im Finale des Euro-City-Cups, 1995 im Finale des EHF-Pokals und 1998 sowie 1999 im Finale der EHF Champions Trophy. Im neuen Jahrtausend wurde der Bækkelagets SK aber zunehmend von Byåsen IL und Larvik HK überflügelt. In der Saison 2008/09 stieg Bækkelagets in die 1. Division ab.
Der Verein hat derzeit drei Ehrenmitglieder:
Susann Goksør Bjerkrheim, Sahra Hausmann und Cecilie Leganger

### Erfolge

#### Norgesmesterskap
- Sieger (Feldhandball): 1940
- Sieger (Hallenhandball): 1994, 1997, 1999, 2001

#### Eliteserie
- Sieger (Hallenhandball): 1984, 1992, 1995, 1999

#### Sluttspil
- Sieger: 1993, 1994

#### Europapokal der Pokalsieger
- Sieger: 1998, 1999

#### EHF-Pokal
- Finale: 1995

#### Euro-City-Cup
- Finale: 1994

#### EHF Champions Trophy
- Finale: 1998, 1999

### Bekannte Spieler

#### Bekannte ehemalige Spieler
- Sindre Walstad, in der Jugend im Verein

### Bekannte Spielerinnen

#### Bekannte ehemaligen Spielerinnen
- Anja Andersen
- Camilla Andersen
- Kjersti Grini
- Arnhild Holmlimo
- Cecilie Leganger
- Betina Riegelhuth, von 2006 bis 2008 im Verein
- Heidi Tjugum

## Orientierungslauf
Die Orientierungslaufmannschaft von Bækkelagets SK gewann 1988, 1999 und 2002 die Jukola-Staffel für Siebenmann-Teams in Finnland. 1997 und 2001 siegte die Mannschaft des Vereins auch bei der Tiomila.

### Bekannte Läufer
- Alain Berger (* 1970)
- Anne Margrethe Hausken (* 1976)
- Holger Hott (* 1974)
- Johan Ivarsson
- Egil Johansen (* 1954)
- Carl Waaler Kaas (* 1982), seit 2010 im Verein
- Tue Lassen (* 1985), 2008 bis 2012 im Verein
- Anders Nordberg (* 1978), 2006 bis 2007 im Verein
- Ellen Sofie Olsvik (* 1962)
- Jørgen Rostrup (* 1978)
- Janne Salmi (* 1969), 1990 im Verein
- Hanne Sandstad (* 1970)
- Øyvin Thon (* 1958)
- Petter Thoresen (* 1966)
- Bjørnar Valstad (* 1967)

## Weitere bekannte Mitglieder
- Øystein Pettersen (* 1983), norwegischer Skilangläufer
- Sander Vossan Eriksen (* 2000), norwegischer Skispringer